# Gymnochila lepidoptera
Gymnochila lepidoptera is een keversoort uit de familie schorsknaagkevers (Trogossitidae). De wetenschappelijke naam van de soort werd in 1976 gepubliceerd door John Lawrence LeConte.